# Le Boudri
Le Boudri är en bergstopp i Schweiz.   Den ligger i distriktet Leuk och kantonen Valais, i den södra delen av landet, 90 km söder om huvudstaden Bern. Toppen på Le Boudri är 3 070 meter över havet, eller 199 meter över den omgivande terrängen. Bredden vid basen är 3,0 km.
Terrängen runt Le Boudri är huvudsakligen bergig, men den allra närmaste omgivningen är kuperad. Närmaste större samhälle är Sierre, 14,6 km nordväst om Le Boudri. 
Trakten runt Le Boudri består i huvudsak av gräsmarker. Runt Le Boudri är det ganska glesbefolkat, med 34 invånare per kvadratkilometer.